# Rau dừa bò
Rau dừa bò (danh pháp khoa học:Ludwigia prostrata) là một loài thực vật có hoa trong họ Anh thảo chiều. Loài này được Roxb. miêu tả khoa học đầu tiên năm 1820.

## Hình ảnh

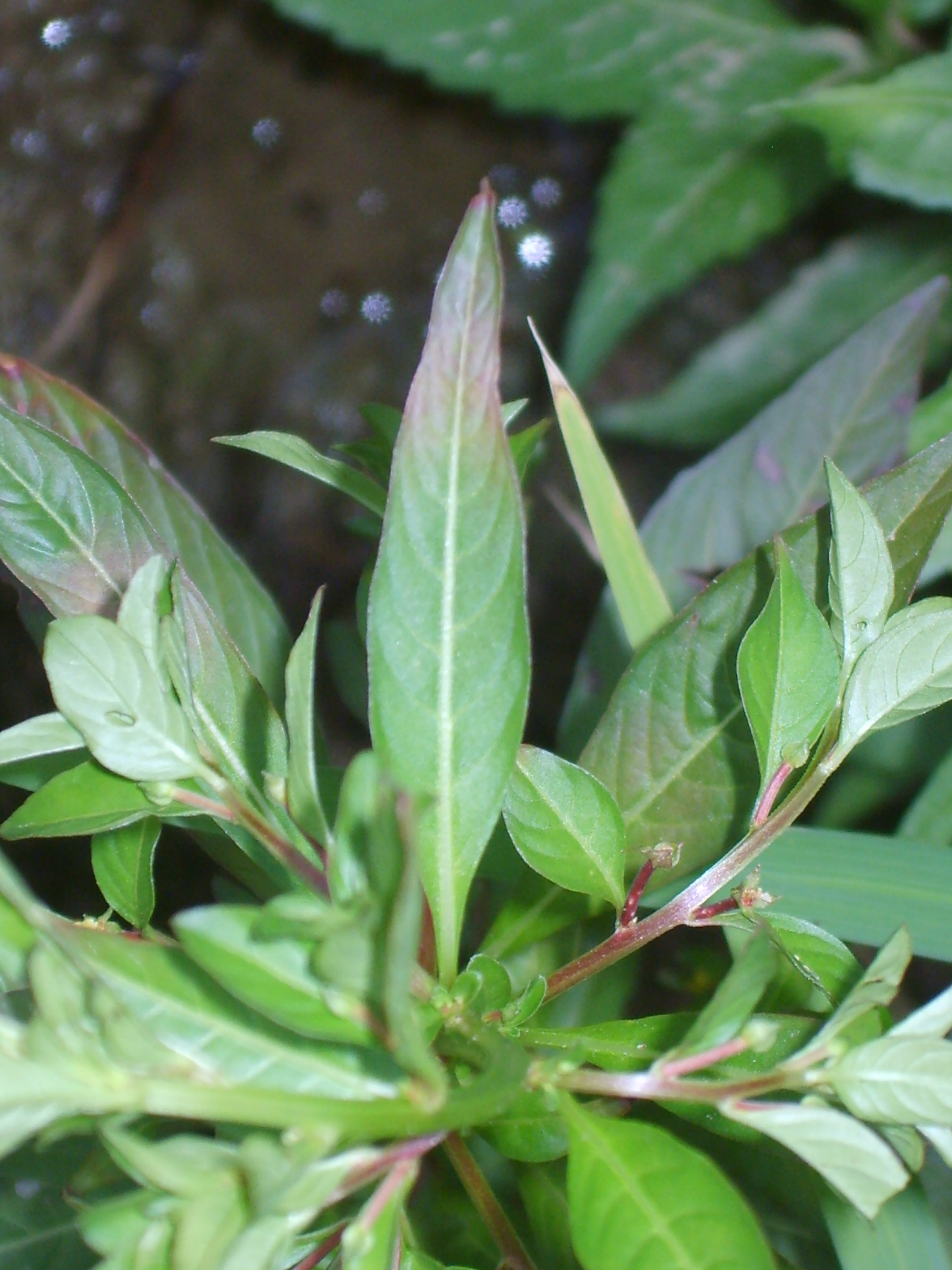
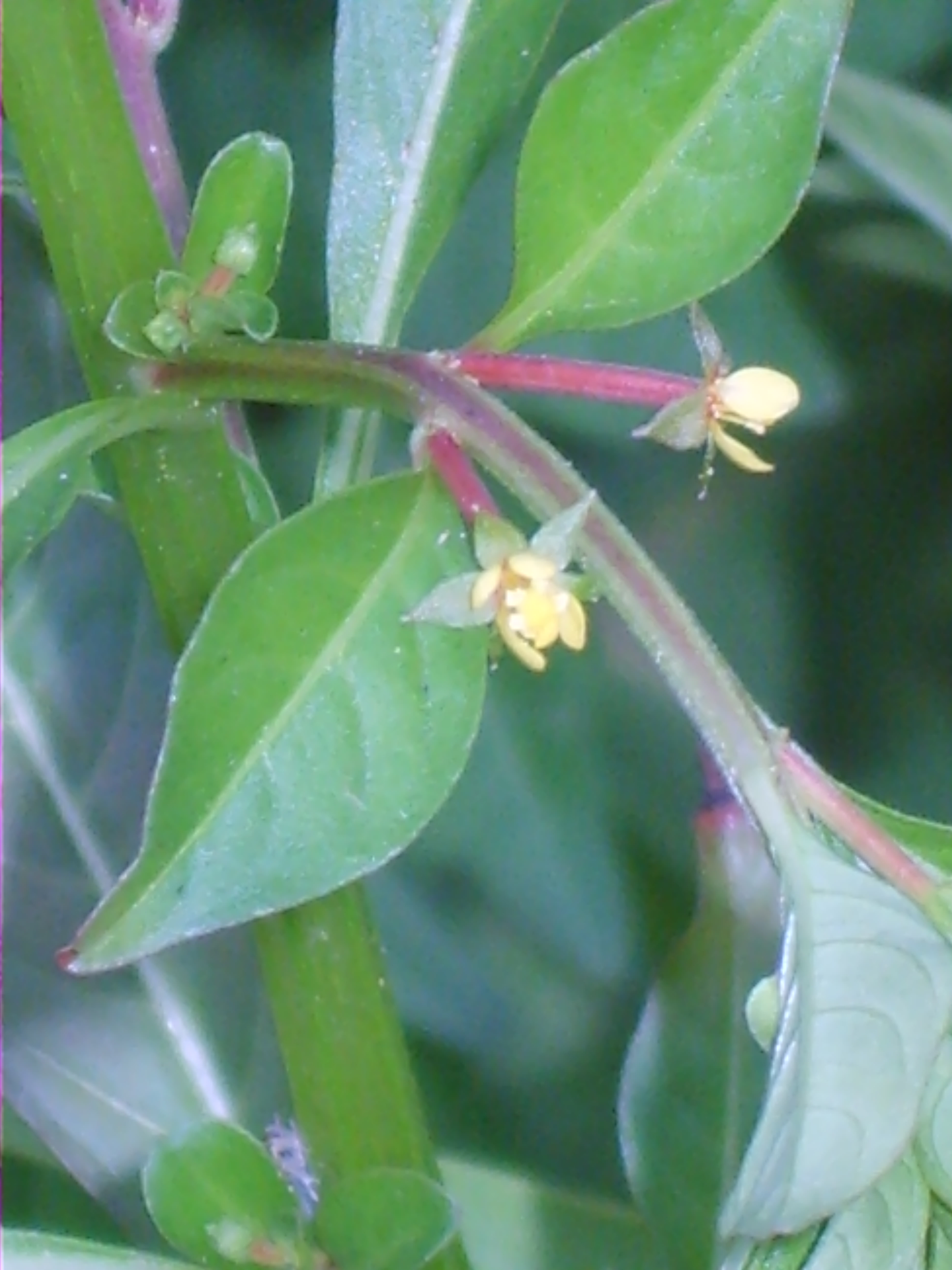
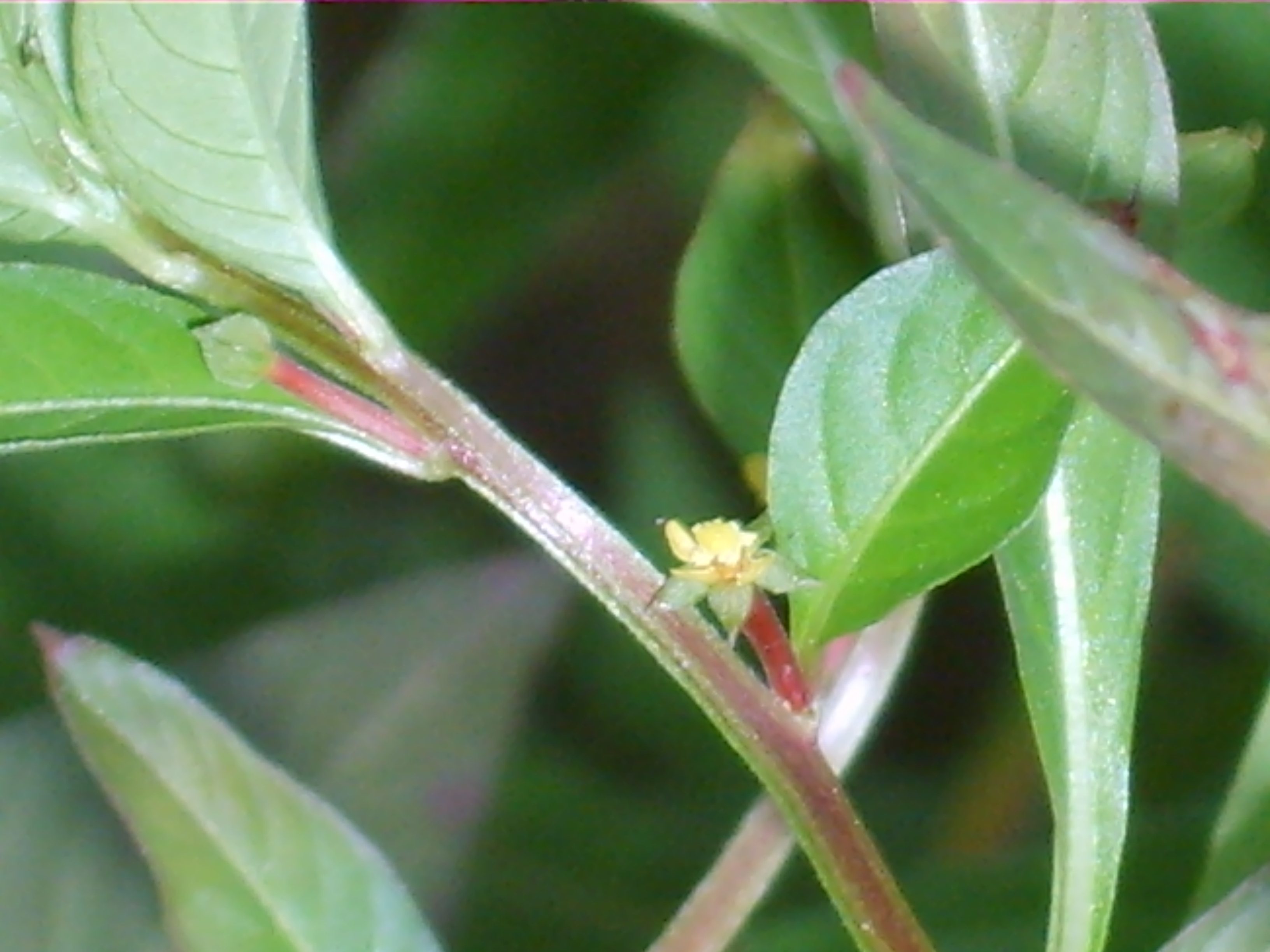
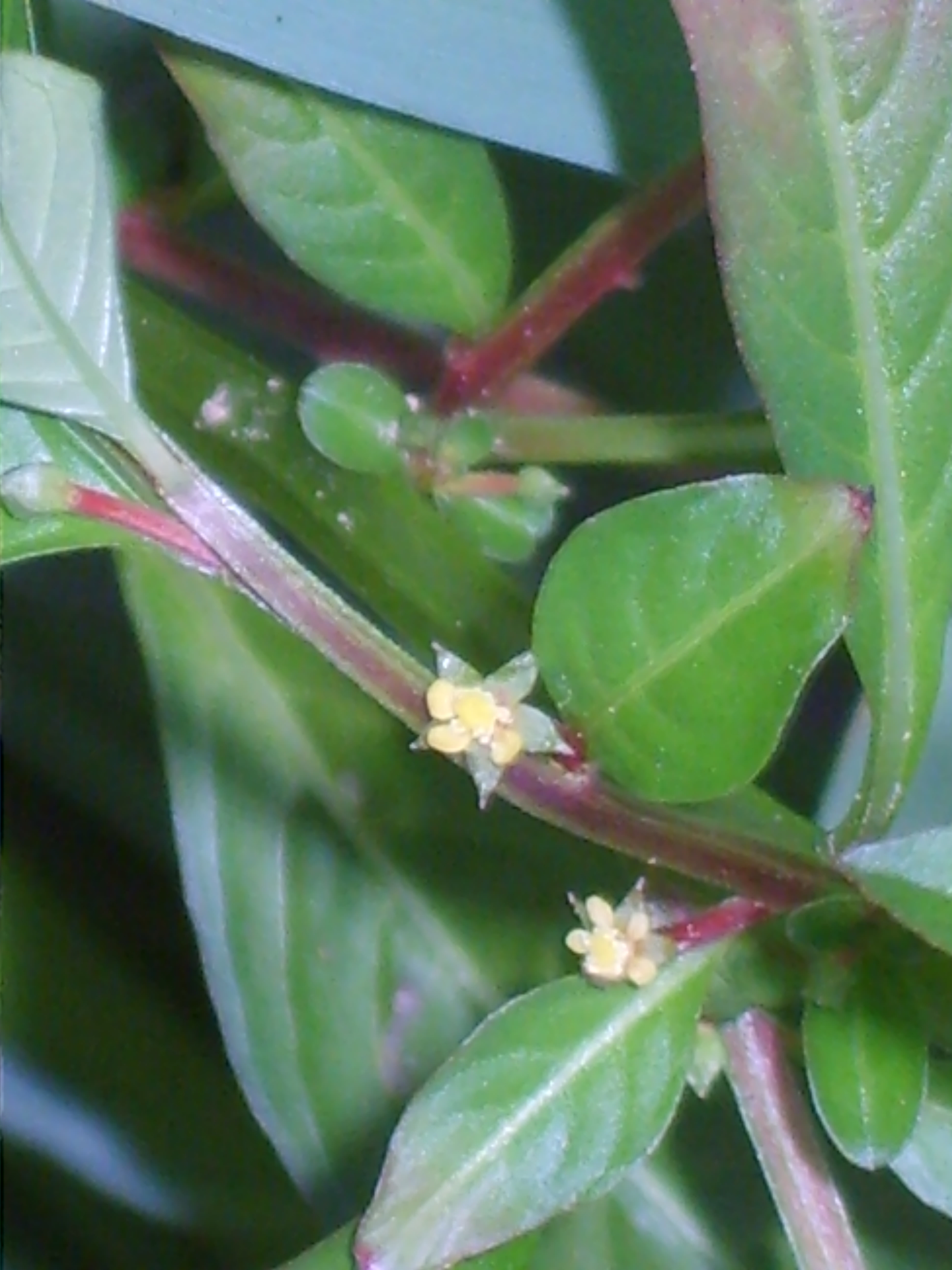